# Behov
Behov är ett inneboende krav på upphävande av viss brist, medvetet eller omedvetet. Behov kan delas upp i primära och sekundära. De primära är de absolut viktigaste medan de sekundära inte är lika nödvändiga. Man kan även dela in behov i fysiologiska, psykologiska och sociala behov. Den amerikanska psykologen Abraham Maslow delar upp behov som bristbehov och växtbehov. Bristbehov är de absolut nödvändigaste och när de är tillfredsställda kan växtbehoven tillfredsställas.

## Behovshierarki
Huvudartikel: Behovshierarki

Den mest kända modellen över en behovstrappa, av Abraham Maslow.

En behovshierarki eller behovstrappa är en förklaringsmodell inom psykologin för hur människor prioriterar sina behov. Modellen presenterades 1943 av den amerikanske psykologen Abraham Maslow i artikeln "A Theory of Human Motivation". Teorin nämner, i sin första version, behov i fem nivåer, vilka omarbetades under 1950-talet. Den primära idén innebär att behoven på en lägre nivå måste vara tillfredsställda innan högre mål blir viktiga för individen. 
De fem behoven är enligt Maslow (1 är längst ner i trappan & 5 i toppen)
1. kroppsliga behov
2. behov av trygghet
3. behov av kärlek och gemenskap
4. behov av uppskattning
5. behov av självförverkligande

Maslow själv definierade dessa behov i en sorts successiv hierarki, men inte i någon tydlig trappa. Flera behov finns samtidigt, enligt Maslow, men individen prioriterar något av dem. Metaforen med trappor har senare uttolkare av Maslows skrifter skapat för att göra modellen tydligare, kanske övertydlig: originalteorin är inte lika entydig men förmodligen mer realistisk.
Maslows teori är historiskt viktig och vanligt förekommande inom motivationspsykologin då den inför grundläggande begrepp om hierarkisk och individuell motivation. 